# Bière
Pronunciação
Bière é uma comuna suíça do cantão de Vaud, situada no distrito de Morges.